# Максарьов Юрій Євгенович
Юрій Євгенович Максарьов (1903 — 1982) — радянський державний діяч, організатор промисловості. Герой Соціалістичної Праці. Кандидат у члени ЦК КПРС у 1952—1961 роках. Депутат ВР СРСР 2-го скликання (1946—1950).

## Біографія
Народився 28 липня (10 серпня) 1903 року в місті Порт-Артурі (нині Люйшунь, Китай) у родині російського військовослужбовця. У 1930 році закінчив Ленінградський технологічний інститут за спеціальністю інженер-технолог.
- 1917—1919 — монтер артілі «Электропомощь» в Петрограді.
- 1919—1920 — комірник Петроградського фотоінституту.
- 1920—1921 — телефоніст управління пересувних військ Петро-Варшавської 7-ї армії РСЧА в Петрограді.
- 1921—1922 — студент Петроградського політехнічного інституту.
- 1922—1923 — кочегар транспортного судна «Транбалт» Балтійського пароплавства.
- 1923—1930 — студент Ленінградського технологічного інституту.
- 1926—1927 — технік заводу «Большевик» в Ленінграді.
- 1927—1929 — технік «Гипромез» в Ленінграді.
- 1929—1938 — майстер зміни, механік цеху, заступник начальника цеху, начальник цеху, начальник відділу Кіровського заводу в Ленінграді.
- 1938—1941 — директор танкового заводу № 183 імені Комінтерну в Харкові (колишнього Харківського паровозобудівного заводу). На цій посаді зробив значний внесок для початку масового випуску легендарного танка Т-34.
- 1941—1942 — директор танкового заводу № 183 імені Комінтерну в Нижньому Тагілі. У лютому 1942 року за розпорядженням Сталіна був знятий із посади за невиконання плану випуску танків, його мали намір віддати під суд. Директора врятував заступник народного комісара танкової промисловості Зальцман, який особисто з'ясовував ситуацію на заводі.
- 1942 — головний інженер евакуйованого до Челябінську Кіровського заводу, потім головний інженер заводу № 183 в Нижньому Тагілі.
- 1942—1946 — директор Уральського танкового заводу № 183 імені Сталіна в Нижньому Тагілі. Під його керівництвом було організовано масове виробництво танків, широко впроваджувалися нові зварювальні технології академіка Патона, який також працював тоді в Нижньому Тагілі. У роки війни підприємство випустило близько 35 тисяч танків Т-34.
- 1946—1949 — заступник міністра транспортного машинобудування СРСР і одночасно начальник Головного управління танкового виробництва міністерства.
- 1949—1950 — заступник голови Бюро з машинобудування і суднобудування при РМ СРСР.
- 1950—1953 — міністр транспортного машинобудування СРСР.
- 1953—1954 — заступник міністра транспортного і важкого машинобудування СРСР.
- 1954—1955 — заступник голови Бюро з машинобудування при РМ СРСР.
- 1955—1957 — перший заступник міністра суднобудівної промисловості СРСР.
- 1957—1959 — голова Державного науково-технічного комітету РМ СРСР
- 1959—1961 — перший заступник голови Державного науково-технічного комітету Ради Міністрів СРСР.
- 1961—1973 — голова Комітету у справах винаходів і відкриттів при РМ СРСР.
- 1973—1978 — голова Державного комітету з винаходів і відкриттів. За ці роки була створена галузева нормативно-правова база, перероблено законодавство в області патентного і авторського права, СРСР підписав всі найважливіші міжнародні конвенції та угоди у сфері винаходів і відкритий.

З серпня 1978 року — персональний пенсіонер союзного значення. Генерал-майор інженерно-танкової служби (1945).
Помер 11 листопада 1982 року. Похований у Москві на Новодівичому кладовищі (ділянка № 10).

## Нагороди та звання
- Герой Соціалістичної Праці (20.01.1943) — за видатні заслуги в освоєнні виробництва танків у важких умовах воєнного часу[1]
- сім орденів Леніна (19.09.1941, 5.06.1942, 20.01.1943, 5.08.1944, 8.12.1951, 4.01.1954, 22.01.1954)
- орден Жовтневої Революції (25.08.1971)
- орден Суворова I ступеня (16.09.1945)
- орден Кутузова II ступеня (19.04.1945)
- два ордени Трудового Червоного Прапора (8.08.1966, 9.08.1973)
- Сталінська премія першого ступеня (1946) — за докорінне удосконалення технології та організацію високопродуктивного потокового методу виробництва середніх танків при значній економії матеріалів, робочої сили і зниження собівартості
- у 1985 році ім'ям Юрія Максарьова був названий ролкер (тип Ро-30, «Скульптор Коненков») Чорноморського морського пароплавства.